# شلبی راجرز
 شلبی راجرز (انگلیسی: Shelby Rogers؛ زاده ۱۳ اکتبر ۱۹۹۲) یک تنیس‌باز اهل ایالات متحده آمریکا است.